# Tátrai Vilmos (művészettörténész)
Tátrai Vilmos (Budapest, 1946. július 3. –) művészettörténész.

## Tanulmányai
Általános iskolai tanulmányait a budapesti Sziget utcai Általános Iskolában végezte 1952–1960 között, majd a Bólyai János Általános Gimnáziumban tanult 1960-tól 1964-ig. Az Eötvös Loránd Tudományegyetem Bölcsészettudományi Karán diplomázott latin-művészettörténet szakon 1970-ben, majd ugyanitt 1978-ban egyetemi doktorátusi fokozatot szerzett.

## Családja
Apja Tátrai Vilmos (1912–1999) hegedűművész, nővére Tátrai Zsuzsanna (1945) néprajzkutató.  
Felesége Szepes Erika (1946) vallás- és egyháztörténész. Gyermekei Tátrai Júlia (1973) művészettörténész-muzeológus és Tátrai Péter (1977) kutatóbiológus. 

## Szakmai munkássága
1970 szeptemberétől a Szépművészeti Múzeum munkatársa. 1970–1986 között muzeológus, a Régi Képtár itáliai reneszánsz anyagának kurátora. 1986–1996 között tudományos titkár, 1996-tól 2004-ig gyűjteményi igazgató, 2004-től 2006-ig főmuzeológus, 2006-tól 2012-ig pedig múzeumi főtanácsos. 2012-től nyugdíjasként áll szerződéses kapcsolatban a múzeummal. 

## Ösztöndíjai
- 1970-es évek – Drezdában, illetve Szentpéterváron (akkor Leningrád)
- 1975–1976 – Római Magyar Akadémia
- 1984, 1988 – Firenze, Villa I Tatti, Harvard University Center for Italian Renaissance Studies
- 1992 – Római Magyar Akadémia

## Díjai, elismerései
- Cavaliere dell’Ordine della Stella della Solidarietà Italiana, 2001
- Móra Ferenc-díj, 2006
- Cavaliere dell’Ordine al Merito della Repubblica Italiana, 2007
- Petrovics Elek-díj, 2009
- Ipolyi Arnold emlékérem, 2013

## Tagságok
- Magyar Régészeti és Művészettörténeti Társulat
- 2009–2016 – KÖH (Forster Központ) Kulturális Javak Bizottsága

## Kurátori munkája
Az alábbi, a Szépművészeti Múzeumban rendezett kiállításoknak volt kurátora:
- Tiziano emlékkiállítás, 1976
- Tiziano és a velencei Madonna, 2005–2006
- Győztesek, legyőzöttek, áldozatok. Caravaggio Dávidja, 2006
- Az olasz festmények állandó kiállítása (társkurátor), 2006
- A Mediciek fénykora. Élet és művészet a reneszánsz Firenzében, 2008 (társkurátor)
- Botticellitől Tizianóig. Az itáliai festészet két évszázadának remekművei, 2009–2010
- Caravaggiótól Canalettóig. Az itáliai barokk és rokokó festészet remekművei], 2013 (társkurátor)

Az alábbi, a Szépművészeti Múzeum anyagából külföldön rendezett kiállításoknak volt magyar részről kurátora:
- Itinerario Veneto, Finarte, Milánó 1991
- L’Europa della pittura nel XVII secolo, Palazzo della Permanente, Milano 1993
- Rembrandt, Rubens, Van Dyck e il Seicento dei Paesi Bassi, Palazzo della Permanente, Milánó, 1995
- Renaissance Paintings from the Budapest Museum of Fine Arts, Tokió és más japán városok, 1994
- Italian Old Masters from Raphael to Tiepolo, The Montreal Museum of Fine Arts], Montréal, 2002
- Da Raffaello a Goya. Ritratti dal Museo di Belle Arti di Budapest, Palazzo Bricherasio, Torino, 2004
- Sturz in die Welt. Die Kunst des Manierismus in Europa, Bucerius Kunst Forum, Hamburg, 2008–2009
- Des Kaisers Kulturhauptstadt Linz um 1600, Schlossmuseum] Linz, 2012

## Publikációi
- Mantegna. Budapest: Corvina Kiadó; Kossuth Nyomda, 1974. 23,[8] p. 26 t., 57 ill. (A művészet kiskönyvtára, 94.), 1974
- Fra Filippo Lippi. Budapest: Corvina Kiadó; Kossuth Nyomda, 1977. 31, [4] p. 26 t., 56 ill. (A művészet kiskönyvtára, 110.), 1977
- A Griselda történet mestere és egy elfelejtett mecénás-család Sienában. [Egyetemi doktori disszertáció, kézirat]. Budapest: Eötvös Loránd Tudományegyetem, 1978. 71 lev.
- Piero della Francesca. Budapest: Corvina; Varsó: Arkady; Berlin: Henschelverlag; Kossuth Nyomda,1980. 14, [56] p. 56 ill. (A művészet világa, ISSN 0133-7017)
- Régi olasz festmények a Szépművészeti Múzeumban. Budapest: Képzőművészeti Alap Kiadóvállalata; Athenaeum Nyomda, 1980. 29, 3 p. [18] beragasztott ill. (Az én múzeumom /[Új sorozat] a sorozatot szerkeszti: Zádor Anna, ISSN 0424-9518),
- Piero della Francesca. Budapest: Corvina; Berlin: Henschelverlag; Warszawa: Arkady, Druckerei Kossuth, 1981. 15,2. p. ill., 28 t. (Welt der Kunst)
- Piero della Francesca. Warszawa: Arkady; Budapeszt: Corvina; Berlin: Henschelverlag; Warszawa: Zakłady Graficzne „Dom Słowa Polskiego”; [Budapest]: Drukarnia im Kossutha, 1982. 14,2 p. ill., 28 t. (W kręgu sztuki)
- Közép-itáliai cinquecento festmények. Szépművészeti Múzeum Budapest – Keresztény Múzeum, Esztergom. Budapest: Corvina Kiadó; Békéscsaba: Kner Nyomda Dürer Üzeme, 1983. 37,5 p. 48 színes t. (Remekművek magyarországi gyűjteményekben)
- Festmények párbeszéde. Szabálytalan tárlatvezetés a Szépművészeti Múzeum Régi Képtárában. Budapest: Szépművészeti Múzeum; Aquila Design Studio, ManagerPress Nyomda, [2001]. 199,4 p. 204 színes ill. (ismertető)